# Mount Hayward
Mount Hayward ist ein 538 m hoher Hügel auf White Island im antarktischen Ross-Archipel. Er ragt 3 km südwestlich des Mount Heine auf. 
Teilnehmer einer von 1958 bis 1959 dauernden Kampagne im Rahmen der New Zealand Geological Survey Antarctic Expedition benannten ihn. Namensgeber ist Victor Hayward (1887–1916), ein Mitglied der Ross Sea Party im Rahmen der Endurance-Expedition (1914–1917), das am 8. Mai 1916 gemeinsam mit Aeneas Mackintosh bei der Querung des Meereises im McMurdo-Sund in einem Blizzard verschollen ging.